# Karl Friedrich Bachmann
Karl Friedrich Bachmann (Altenburg, 1785. január 24. – Kreuznach, 1855. szeptember 20.) német filozófus és ásványtani tudós. 

## Életrajza
Altenburgban született, az ottani gimnáziumot látogatta, 1803-tól Jénában tanult, később Drezdában tartózkodott. 1808-ban Heidelbergbe ment, azonban a tanszék elnyerése helyett magántanító lett Bern közelében. 1810-ben bölcsészeti tudorrá avatták Jenában, 1812-ben ugyanott rendkívüli tanár, s 1813-ban az erkölcstan és politika rendes tanára lett. Első előadásaiban egyetértett Schellinggel és Hegellel, azonban már pár évvel később észrevehetően eltért eredeti álláspontjától, s Kant nézetéhez tért vissza. Ezen álláspontját képviseli két legnevezetesebb munkájában: Ueber die Hoffnung einer Vereinigung zwischen Physik und Psychologie (Utrecht, 1821) és System der Logik (Lipcse, 1828), melyet 1831-ben orosz nyelvre fordítottak. Arisztotelész logikájának tanulmányozása által meggyőződött arról, hogy Hegel bölcsészete a logikai gondolkozásra nézve nagyon hátrányos, s ezt bebizonyítandó következő művével állt elő: Ueber Hegel’s System und die Nothwendigkeit einer nachmaligen Umgestaltung der Philosophie (Lipcse, 1833). A filozófián kívül az ásványtannal is behatóan foglalkozott, s e téren is több apró művet bocsátott közzé. 1832-ben az altenburgi ásványtani társaság és az ásványtani gyűjtemény igazgatója, s 1837-ben altenburgi titkos udvari tanácsos lett. 
1824, 1828, 1838 és 1845 nyári szemeszterében a Jénai Egyetem rektora volt.

## Művei
- Über die Philosophie meiner Zeit (Jena, 1816)
- Ueber die Hoffnung einer Vereinigung zwischen Physik und Psychologie (Utrecht, 1821)
- System der Logik (Lipcse, 1828)
- Ueber Hegel’s System und die Nothwendigkeit einer nachmaligen Umgestaltung der Philosophie (Lipcse, 1833)